# Gjøvikbanen
Gjøvikbanen er en jernbanestrækning i Norge. Strækningen hed egentlig Nordbanen og blev åbnet fra Grefsen til Røykenvik i 1900, og fra Jaren frem til Gjøvik i 1902. Længe kørte Bergenstogene på banen frem til Roa, hvor toget kørte videre på Roa-Hønefossbanen på vej mod Bergen. I dag bliver dette rutealternativ stort set kun brugt af godstog mellem Oslo og Bergen. Banen havde tre sidelinier: Røykenvikbanen (Jaren-Røykenvik), Valdresbanen (Eina-Fagernes) og Skreiabanen (Reinsvoll-Skreia). Alle er i dag nedlagt, men der køres turisttog på Valdresbanens strækning Eina-Dokka.